# Friedrich von Dillenius
Immanuel Friedrich Karl Dillenius, ab 1860 von Dillenius, (* 19. November 1819 in Stuttgart; † 15. September 1884 in Cannstatt) war Generaldirektor der Königlich Württembergischen Staatseisenbahnen. Er trieb den Ausbau des Eisenbahnnetzes in Württemberg voran und förderte die Bodenseeschifffahrt.

## Leben
Dillenius’ Eltern waren Friedrich Wilhelm Dillenius (1792–1862), ab 1834 Kreisbaurat des Jagstkreises in Ellwangen, und Gottliebin Luise Wilhelmine Ehemann (1793–1839). Von seinen elf Geschwistern verstarben sechs früh. 1851 heiratete er Maria Wolff (1826–1918); sie hatten keine Kinder.
Nach beruflichen Stationen als Finanzreferent in Schöntal und Kameralamtsbuchhalter in Heidenheim (ab 4. Januar 1845) war Dillenius ab 16. September 1848 Kanzleiassistent beim Steuerkollegium in Stuttgart. Ebenfalls 1848 wurde er Mitglied der württembergischen Eisenbahnkommission. Von 1858 bis zum Mai 1880 stand er der Eisenbahnverwaltung vor, und von 1875 bis 1880 war er Generaldirektor der Württ. Verkehrsanstalten. 1870 wurde er als außerordentliches Mitglied in den Geheimen Rat berufen. 1874 wurde er Ehrenbürger der Stadt Backnang, weil er sich für die Streckenführung der Murrtalbahn über Backnang eingesetzt hatte.
Ab 1870 war er als Nachfolger Ferdinand Nägeles Landtagsabgeordneter für den Wahlkreis Backnang. Am 8. Juli 1875 legte er sein Mandat wegen der Beförderung zum Präsidenten der Generaldirektion der Verkehrsanstalten nieder, trat aber nach Wiederwahl am 28. März 1876 erneut in den Landtag ein. Mit dem Eintritt in den Ruhestand, in den er 1880 auf eigenes Ersuchen versetzt wurde, legte er auch sein Mandat endgültig nieder. Er lebte zuletzt in der Badstraße 29 in Cannstatt und ist auf dem Uff-Kirchhof bestattet.

## Auszeichnungen
- 1860 Ritterkreuz I. Klasse des Ordens der Württembergischen Krone[5]. Damit war der württembergische persönliche Adel verbunden (Nobilitierung)
- 1871 Olga-Orden[6]
- 1874 Ehrenbürger von Backnang
- Dilleniusstraße in Backnang und Stuttgart-Bad Cannstatt
- 1874 Großkreuz des Friedrichs-Ordens[7]
- 1879 Großkreuz des Ordens vom Zähringer Löwen[8]
- Ehrenbürger von Kirchheim unter Teck